# کرونگبین

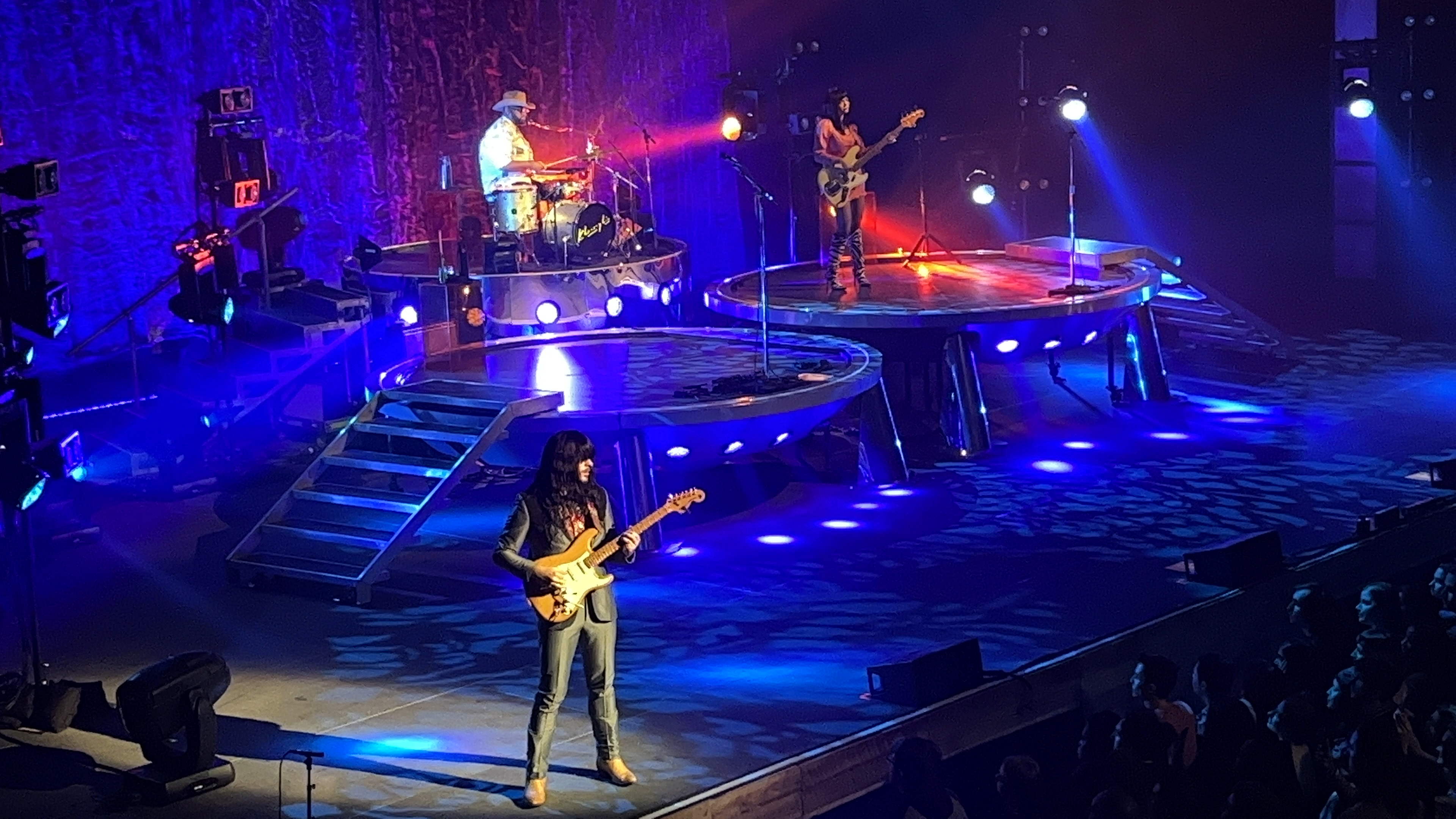
کرونگبین در حال اجرا درThe Anthem ۲۰۲۲

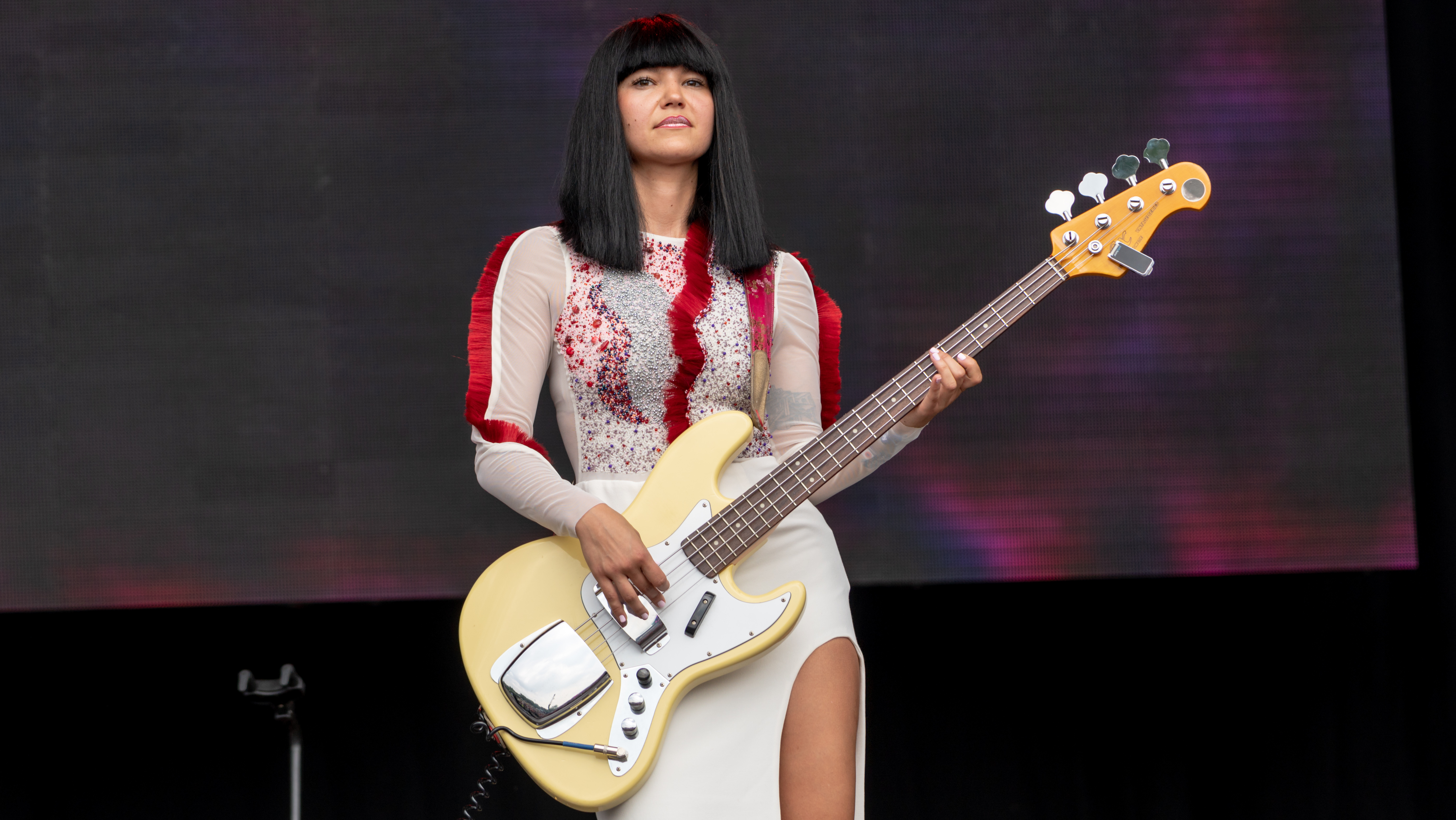
لورا لی اوچوا، نوازنده گیتار باس و خواننده

کرونگبین (به انگلیسی: Khruangbin) (‎/ˈkrʌŋbɪn/‎ KRUNG-bin تایلندی: kʰrɯa̯ŋ˥˩.bin، เครื่องบิน) یک گروه موسیقی سه نفره آمریکایی از هیوستون، تگزاس است.
گروه متشکل از لورا لی بیس، مارک اسپیر «گیتار» و دونالد (دی جی) جانسون جونیور «درام» است. این گروه به دلیل ترکیب تأثیرات موسیقی جهانی، مانند سول کلاسیک، داب، راک و سایکدلیا شناخته شده‌است. اولین آلبوم استودیویی آنها، کیهان به شما لبخند می‌زند(۲۰۱۵)، از تاریخ موسیقی تایلندی در دهه ۱۹۶۰، به ویژه از لوک تانگ اقتباس می‌شود، در حالی که آلبوم دوم آنها، Con Todo el Mundo (۲۰۱۸)، تأثیراتی از موسیقی اسپانیا و خاورمیانه به ویژه ایران دارد. همچنین، اسپیر، لی و دی‌جی، برنامه‌های رادیویی "AirKhruang" را در رادیو NTS و Facebook Live میزبانی می‌کنند.
در سپتامبر ۲۰۲۲، گروه آلبوم علی را با همکاری Vieux Farka Touré منتشر کرد که شامل آهنگ‌هایی از Vieux's father، علی فارکا توره بود.

## سبک
سبک موسیقی «کرونگبین» یک موضوع داغ در میان منتقدان است. اکثراً موسیقی سازی است، صدای گروه به صورت موسیقی سول، سورف راک، سایکدلیک، راک، داب و فانک توصیف شده‌است، حتی یک وب سایت آنها را به عنوان «موسیقی الکترونیک» توصیف کرده‌است. رایج‌ترین اصطلاحی که برای توصیف موسیقی «کرونگبین» استفاده می‌شود فانک تایلندی است، اگرچه اعضای گروه خود قرارداد ژانرها را به چالش می‌کشند و به‌طور عمومی از کبوتر شدن در یک برچسب خاص خودداری می‌کنند. همان‌طور که راب شپرد، روزنامه‌نگار موسیقی برای PostGenre اشاره کرد، نام کرونگبین، که در تایلندی به «موتور پرواز» یا «هواپیما» ترجمه می‌شود، برای موسیقی آنها عالی است زیرا اغلب از مرزها و فرهنگ‌ها عبور می‌کند.

## اعضای گروه
- لورا لی اوچوا - باس، آواز
- مارک اسپیر - گیتار، آواز
- دونالد «دی جی» جانسون - درام، کیبورد، پیانو، آواز

## دیسکوگرافی

### آلبوم‌های استودیویی
- ۲۰۱۵ - The Universe Smiles upon You
- ۲۰۱۸ - Con Todo el Mundo
- ۲۰۲۰ - Mordechai
- ۲۰۲۲ - (Vieux Farka Touré) Ali
- A La Sala - ۲۰۲۴

### EPs
- لایحه بدنام (۲۰۱۴)
- تاریخچه پرواز (۲۰۱۵)
- تک آهنگ‌های اسپاتیفای (۲۰۱۸)
- تگزاس سان (با لئون بریجز) (۲۰۲۰)
- تگزاس مون (با لئون بریجز) (۲۰۲۲)[۱۰] - شماره ۲۳ بیلبورد 200[۱۱]

### آلبوم‌های گردآوری شده
- 全てが君に微笑む(۲۰۱۹، نایت تایم استوریس؛ بیت رکوردز)

### ریمیکس آلبوم‌ها
- Hasta El Cielo (۲۰۱۹، دِد اوشنز؛ نایت تایم استوریس)
- قصه‌های آخر شب: کرونگبین (۲۰۲۰، نایت تایم استوریس)
- ریمیکس‌های مردخای (۲۰۲۱، دِد اوشنز)

### تک آهنگ‌ها
- 2014 - A Calf Born in Winter
- 2015 - White Gloves
- 2016 - People Everywhere (Still Alive)
- 2017 - Maria También
- 2018 - Friday Morning
- 2018 - Christmas Time Is Here
- 2019 - Texas Sun (with Leon Bridges)
- 2020 - Time (You and I)
- 2020 - So We Won't Forget
- 2020 - Pelota
- 2020 - Summer Madness
- 2021 - Dearest Alfred (MyJoy)
- 2021 - The Answer Is
- 2021 - One to Remember
- 2021 - Barn Breaks Vol. III
- 2021 - B-Side (with Leon Bridges)

*عنوان‌های برجسته تک آهنگ‌های بدون آلبوم هستند.

### آلبوم‌های زنده
- زنده @ هلیوس(۲۰۱۲، های‌تاور رکوردز)
- زنده در لینکلن هال (۲۰۱۸، دِد اوشنز؛ نایت تایم استوریس)
- زنده در آرکوسانتی، آریزونا (۲۰۱۹، درجشنواره آرکوسانتی)

## آلبوم تصاویر
کرونگبین در حال اجرا در جشنواره پاپ هالدرن ۲۰۱۹

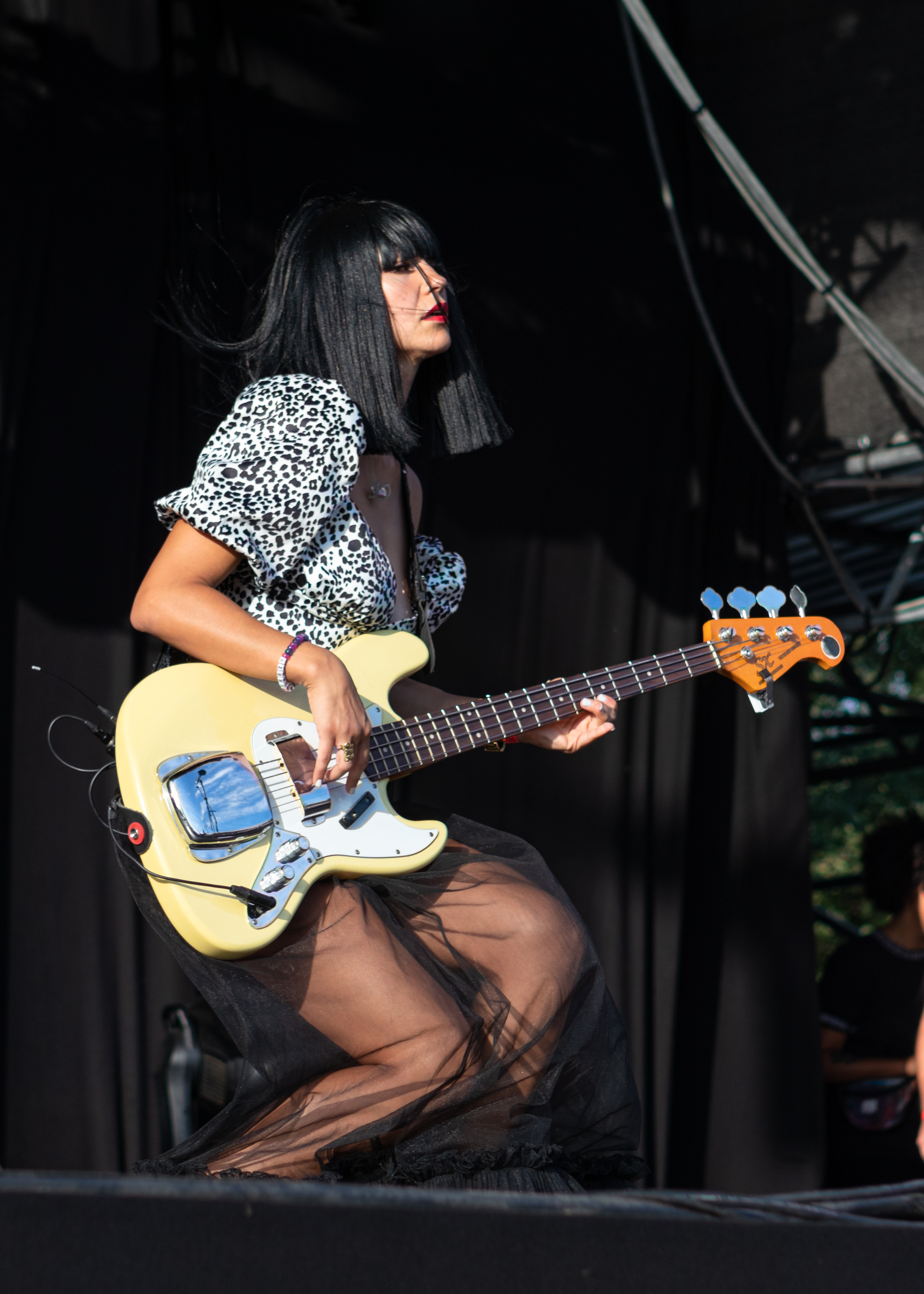
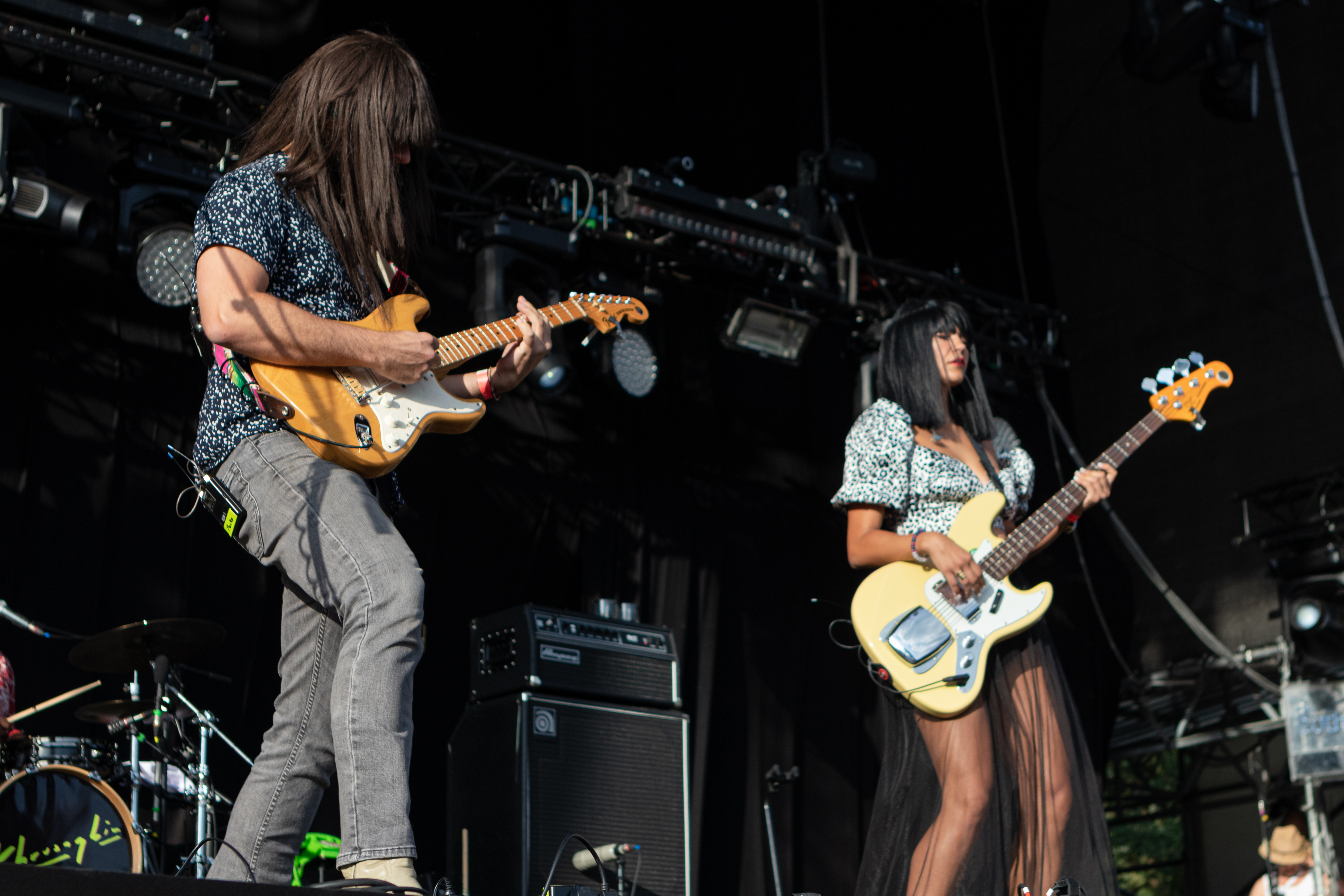
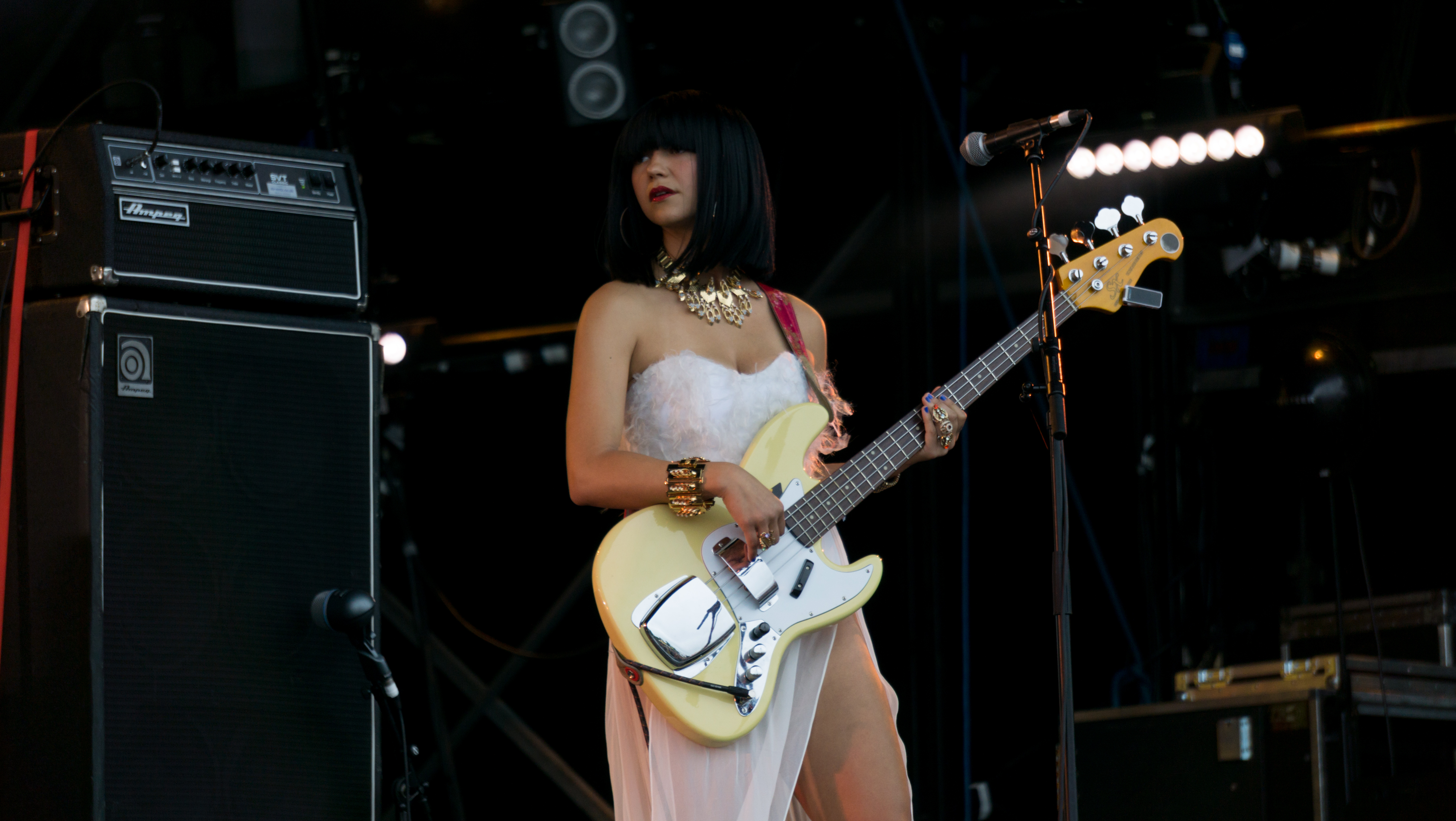
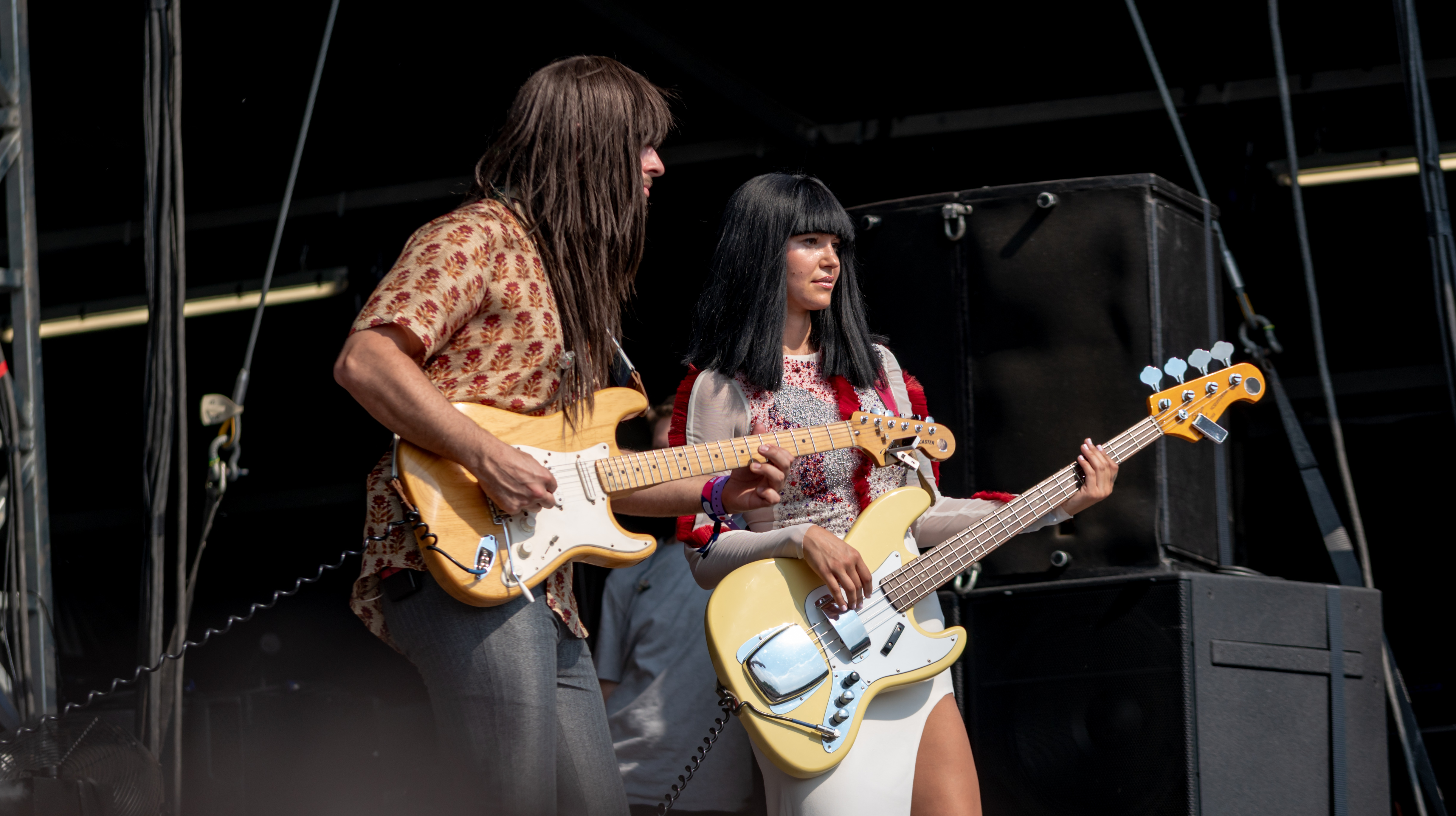
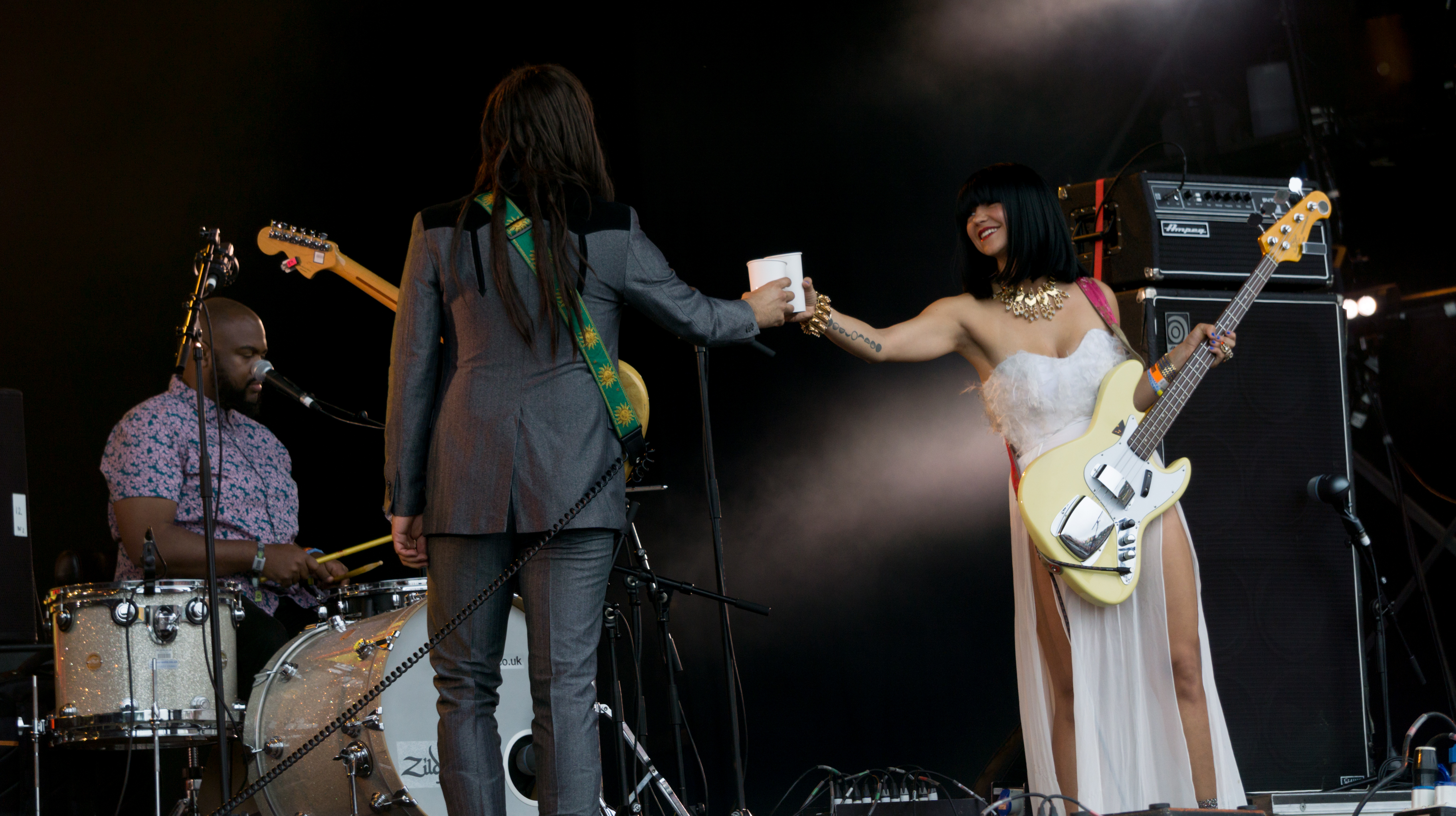
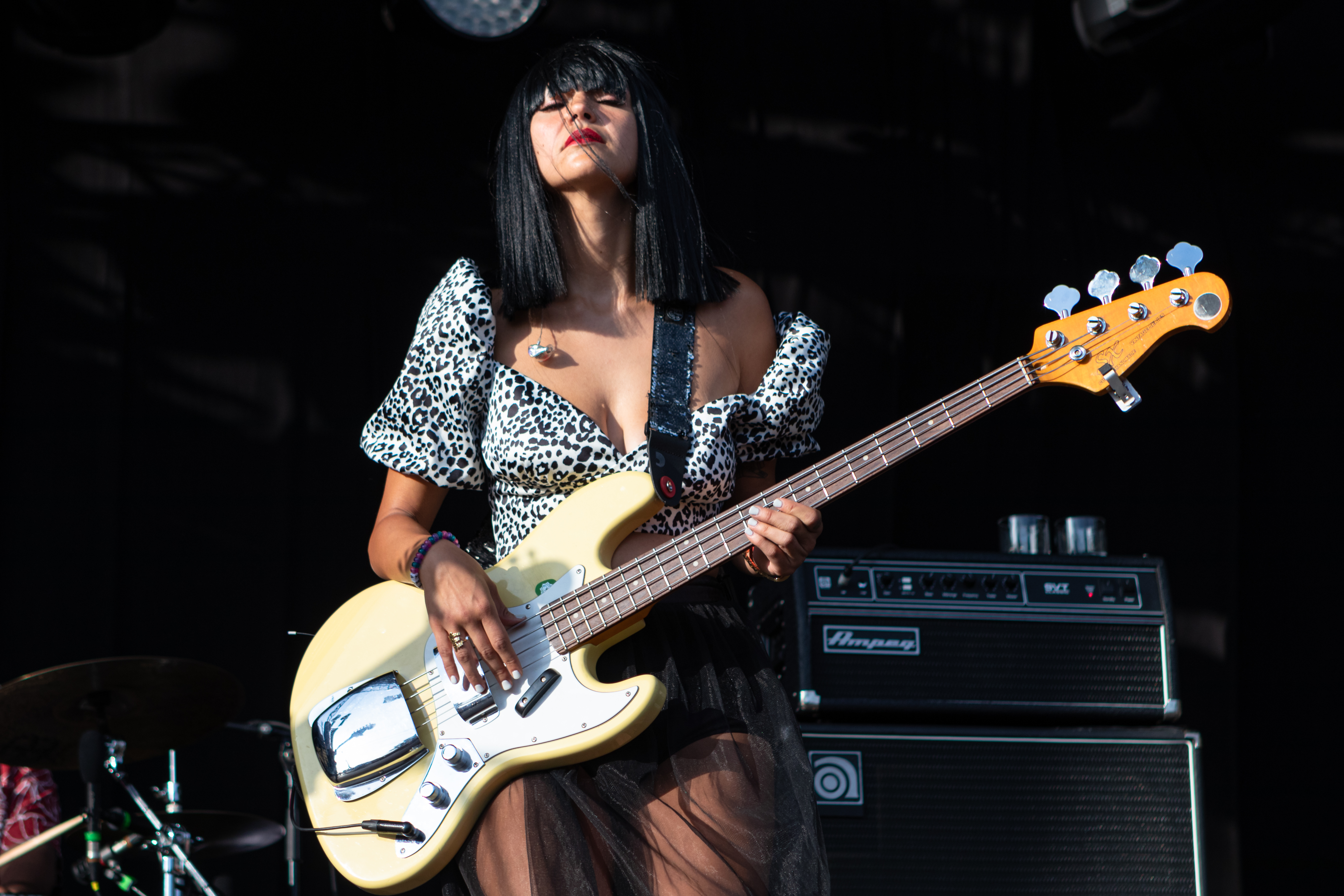